# Піклорам
Піклорам — хлорпохідна піколінової кислоти, системний гербіцид із групи піридинів, використовується для контролю деревних рослин. Також ефективний проти широкого спектра широколистих бур'янів, хоча більшість трав стійкі до його дії.
Піклорам можна розпорошувати на листя, вводити у вигляді ін'єкцій, наносити на порізи рослин, або помістити біля основи рослини, де він може просочуватися до коріння. Поглинений листям, стеблом або корінням, піклорам поширюється по всій рослині.

## Історія
Піклорам спочатку розробила близько 1964 року компанія Dow Chemical у військових цілях (як дефоліант, тобто як хімічну зброю для знищення рослинності). Під час війни у В'єтнамі він входив до складу хімічної зброї Агент Вайт — суміші 2,4-дихлорфеноксиоцтової кислоти (2,4-D) і піклораму (продається окремо як Tordon 101). Агент Вайт застосовувався, щоб підсилити дію Агента Оранж, раніше створеного британськими військовиками під час війни в Малайї. Значну кількість цих гербіцидів американські ВПС розбризкали в місцевих лісах (див. Операція «Ranch Hand»).

## Властивості
Горючий порошок від білого до вохряного кольору, слабко розчиняється у воді (430 мг/л при 25 °С). За температури 190 °С починає розпадатися на хлористий водень, оксиди азоту, окис і двоокис вуглецю. За різними даними, речовина може зберігатися в ґрунті від двох до трьох років.

## Використання
Піклорам є селективним гербіцидом із системними властивостями, легко поглинається корінням і листям. Ефекти аналогічні ауксинам (наприклад, індол-3-оцтовій кислоті). Впливаючи на РНК і біосинтез білку, він порушує гормональний баланс рослини і може викликати проблеми поділу і подовження клітин. Типові симптоми: спотворення і спайки стебел і листя, деформації придаткових коренів.

## Безпека
Піклорам помірно токсичний для очей і лише злегка токсичний при попаданні на шкіру. Немає задокументованих випадків отруєння людини піклорамом, тому симптоми гострого отруєння складно схарактеризувати.
Піклорам є найстійкішим зі своєї сім'ї гербіцидів. Він не адгезується ґрунтом і може вимиватися в ґрунтові води, де його часто виявляють. Розкладається в ґрунті і воді переважно завдяки дії мікроорганізмів. У гідробіонтах накопичується слабо.
Садівникам, які використовують гній як добриво, слід переконатися, що тварини не паслися на пасовищі, обробленому піклорамом, оскільки препарат зберігає отруйну здатність навіть у гної.
Щодо професійного впливу, Управління з охорони праці встановило допустиму межу впливу в 15 мг/м3 загальної експозиції і 5 мг/м3 за респіраторної експозиції для восьмигодинної робочої зміни.